# Schlacht um Smolensk (1812)
Wilkomir – Grodno – Mir – Ekau – Riga – Mogiljow – Ostrowno – Kobrin – Kljastizy – Gorodeczno – Smolensk – Polozk I – Walutino – Borodino – Moschaisk – Tarutino – Malojaroslawez – Polozk II – Wjasma – Dorogobusch – Tschaschniki – Ljachowo – Smoljany – Kaidanow – Krasnoi – Borissow – Beresina
Die Schlacht um Smolensk fand am 5. Augustjul. / 17. August 1812greg. und
6. Augustjul. / 18. August 1812greg. 1812 statt. Im Rahmen von Napoleons Russlandfeldzug markiert die Schlacht um Smolensk das erste größere Gefecht zwischen der napoleonischen Streitmacht und den beiden nun vereinigten russischen Westarmeen.

## Vorgeschichte
Am 24. Juni 1812 überschritt die Grande Armée der Franzosen bei Kowno den Fluss Njemen. Nach Napoléons Invasion musste sich die russische Armee zurückziehen, da sie zahlenmäßig weit unterlegen war. General Barclay de Tolly, Kommandeur der 1. russischen Westarmee zog mit seiner Armee nach Witebsk, wo er sich mit der 2. Westarmee vereinigen wollte. Er wurde aber zuvor am 25. und 26. Juli bei Ostrowno in schwere Kämpfe verwickelt. Da auch die 2. russische Westarmee unter General Bagration am 23. Juli bei Mogilew (Schlacht bei Saltanowka) geschlagen wurde, war eine ursprünglich vom russischen Oberkommando bei Witebsk geplante Entscheidungsschlacht nicht mehr möglich. Der Weg nach Witebsk in Richtung Norden war für die Truppen Bagrations versperrt und er musste in östlicher Richtung zurückgehen. Napoleons Hauptarmee erreichte Witebsk und marschierte nun in Richtung Smolensk, wohin sich Bagration und Barclay de Tolly zurückzogen.
Die Grande Armée verlor in den ersten Wochen einen großen Teil der Truppen, hauptsächlich durch Krankheiten, Entkräftung und Fahnenflucht, besonders schwer waren die Verluste an Pferden wegen Mangels an Versorgung. Unter dem Oberbefehl des Marschall Davout, der mit der südlichen Gruppe auf Orscha vorging, standen das I., V. und VIII. Korps. Die nördlicher vorgehende Hauptmacht unter Napoleon gliederte sich aus dem Gardekorps als Reserve, dem II., III. und IV. Korps sowie Joachim Murats Kavallerie.
Am 7. August marschierte die Armee Barclay in Richtung Rudnja ab und traf am folgenden Tag bei Inkowo auf französische Kavallerie unter General Sebastiani, der sich nach einem Gefecht mit Kosaken unter General Platow zurückzog. Französische Ingenieure unter General Eblé errichteten in der Nacht vom 13. auf den 14. August mehrere Pontonbrücken bei Chomino, Rossasna und Dubrowna über den Dnjepr, bei Tagesanbruch rückte die noch 175.000 Mann starke Grande Armée rasch in Richtung Smolensk vor.

### Verfolgungsgefecht von Krasnoi am 14. August
Am 14. August traf das französische III. Korps unter Ney im Gefecht von Krasnoi auf die Nachhut des russischen 7. Korps unter General Rajewski. Die mehrfach von Murats Kavallerie angegriffene 27. Division (7.200 Mann, 1.500 Reiter und 14 Kanonen) unter General Newerowski erlitt erhebliche Verluste und verlor fast die gesamte Artillerie. Newerowski ließ Karrees bilden, konnte sich mit etwa noch 7000 Mann im Rundumkampf mit der andauernd attackierenden französischen Kavallerie nach Smolensk zurückkämpfen und schloss die Tore hinter sich. Newerowski wollte die alte Festung Smolensk verteidigen und bat den Fürsten Bagration um Verstärkungen, welche bereits am Morgen des 15. August eintrafen und am Südufer des Dnjepr bei Smolensk in Stellung gingen. General Barclay befahl nach den neu eingehenden Meldungen dem 6. Korps unter General Dmitri Dochturow, sich mit seinen Truppen eiligst der Armee Bagration anzuschließen. Bagration zog sich mit dem 8. Korps (Borosdin) in Richtung Dorogobusch zurück, Teile der Hauptarmee unter Barclay de Tolly übernahmen am nördlichen Dnjepr-Ufer die Flankensicherung. Zur Verteidigung von Smolensk blieb zunächst nur das russische und 7. Korps unter Rajewski und eine Kavalleriedivision unter General Kreutz mit etwa 30.000 Mann zurück. Diese sollten versuchen die Armee Napoléons aufzuhalten und den Rückzug der Hauptarmee sichern.

## Die Schlacht
Smolensk war nicht nur als Nachschubbasis, sondern auch als „heiliges Symbol“ der Russen ein interessantes Ziel von strategischer Bedeutung. Da die Festungsanlagen von Smolensk sich in einem maroden Zustand befanden, beschloss Marschall Ney, der die Vorhut der napoleonischen Streitkräfte führte, die Stadt quasi „aus der Bewegung heraus“ zu nehmen.
Am 16. August begann der erste französische Angriff auf die südliche Vorstadt, der von den Truppen Rajewskis abgewiesen wurde. Ney konnte sein Ziel aufgrund des Fehlens von Belagerungsartillerie im ersten Anlauf nicht erreichen. Am Abend traf auf russischer Seite die 2. Grenadier-Division unter Prinz Karl von Mecklenburg als Verstärkung ein. Napoleon hatte bereits die Konfrontation mit der gesamten russischen Hauptmacht erwartet, er war ungehalten, weil seine Armee nun doch wieder selber zum Angriff schreiten musste, anstatt vom Gegner die Entscheidungsschlacht angeboten zu bekommen.
Der Oberbefehlshaber Barclay ließ die Truppen des General Rajewski noch in der Nacht zum 17. August durch das VI. Corps unter Dochturow und durch die 3. Division des General Konownizyn vom III. Korps (Tutschkow) ablösen.

### Der 17. August

Plan der Schlacht bei Smolensk

Nach dem vollständigen Eintreffen der französischen Angriffstruppen, die sich auf etwa 45.000 Mann beliefen, wurde der südlich des Dnjepr liegende Stadtteil mit folgender halbkreisförmiger Aufstellung angegriffen.
- Den linken Flügel bildete das III. Korps (unter Ney) und war mit der 11. Division (Razout) an den Dnjepr angelehnt, dahinter sicherten Teile der 10. (Ledru) und 25. Division (Marchand) die Straße nach Krasnoi.
- Im Zentrum zwischen der Krasnojer und Chaslojewitscher Straße marschierte das I. Korps (unter Davout) links mit der 3. (Gudin) und der 4. Division (Dessaix) auf. Nach rechts schlossen die 5. (Compans), 1. (Morand) und die 2. Division (Friant) an.
- Am rechten Flügel wurde das polnische V. Korps (unter Poniatowski) angesetzt, das wegen des Terrains dichter gedrängt stand und daher dem russischen Artilleriefeuer wirksamer ausgesetzt war. Links stand die 18. Division (Kaminieczki), in der Mitte die 17. Division (Dombrowski) und rechts die 16. Division des Generals Zajaczeck.
- Hinter dem I. Korps war das Gardekorps unter Lefebvre und Mortier als Reserve verfügbar. Hinter dem rechten Flügel sicherte die Reiterdivisionen des Königs von Neapel unter den Generalen Nansouty, Montbrun und Grouchy, deren Aufgabe nach erkämpftem Sieg darin bestand, den Rückzug der Russen eventuell abzuschneiden.[2] Auch das IV. Korps des italienischen Vizekönigs Beauharnais stand zur Verfügung, während Junots VIII. Korps wegen falscher Marschdispositionen zu weit abseits stand.

Hauptziel der Angriffe am 17. August durch die Truppen Neys war die sogenannte Königsbastion, wo die russische 26. Division unter General Paskewitsch verteidigte. Die Truppen des Marschalls Davout griffen mit Unterstützung der Polen gegen das Molochow-Tor hartnäckig an, erkämpften den Burggraben und trieben die Russen in die Stadt zurück. Der Graf von Lobau ließ 60 Kanonen auf das Stadtzentrum richten und eröffnete ein Bombardement. Da die Stadt überwiegend aus Holzhäusern bestand, breiteten sich schnell Brände aus. Auf französischer Seite fiel der polnische General Grabowski, General Zajączek, der französische General Friant und der württembergische General von Koch wurden verwundet. Die russische 4. Division unter Prinz Eugen von Württemberg war zusätzlich eingetroffen, um Dochturow zu unterstützen, was vorübergehend zur Entlastung der bereits krisenhaften Situation führte.

### Erstürmung der Stadt
Noch am Abend des 17. August schoss die französische Artillerie schließlich Breschen in den inneren Verteidigungsring der nördlichen Stadt, die am 18. August dann von französischen Truppen gestürmt wurde. Die Russen hatten allerdings die Stadt zu diesem Zeitpunkt bereits größtenteils geräumt und alle Magazine und Lagerhäuser beim Rückzug in Brand gesetzt. Auf russischer Seite fielen die Generale Skalon und Balla, General Bucholtz wurde schwer verwundet. Die letzten russischen Truppen zogen sich am Morgen des 18. August zurück. Der größte Teil der Stadt war durch die Brände zerstört worden.

### Verluste
Die Angaben weichen stark voneinander ab. Die russischen Verluste werden mit bis zu 15.000 Mann angegeben, darunter fünf Generäle. Barclay de Tolly gab die russischen Verluste mit mehr als 6.000 Mann an. Hinzu kommen die Brandopfer unter den Einwohnern der Stadt. Offiziell meldete die französische Seite etwa 4.000 Tote und Verwundete. Da nur von 700 Toten berichtet wurde, einschließlich des Gefechts von Krasnoi, ist diese Zahl sehr wahrscheinlich zu niedrig. Eckart Kleßmann gibt die französischen Verluste mit 10.000 und die russischen mit 6.000 Mann an.

## Galerie

Smolensk, gezeichnet von Albrecht Adam Voyage pittoresque et militaire de Willenberg en Prusse jusqu'a Moscou 1827 (128823212)
Voyage pittoresque et militaire de Willenberg en Prusse jusqu'a Moscou 1827 (128823247)
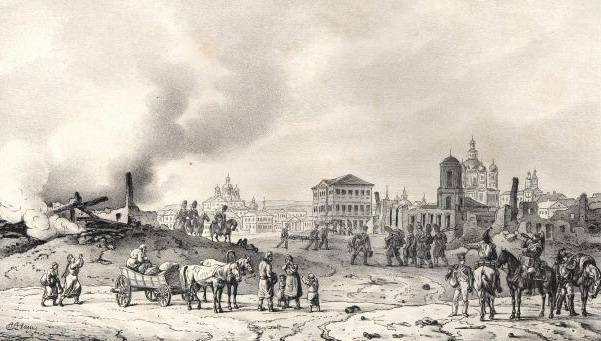
Smolensk Kremlin (Innenstadt), gezeichnet von Albrecht Adam
Voyage pittoresque et militaire de Willenberg en Prusse jusqu'a Moscou 1827 (128823281)

## Folgen
Die Hoffnung Napoleons, bei Smolensk die russischen Truppen zum Kampf und damit zur Vernichtung zu stellen, erfüllte sich nicht. Zwar hatte er Smolensk erobert, aber die Stadt war durch den Brand und ohne Vorräte für ihn so gut wie wertlos. Am 19. August gelang es Barclay de Tolly, die ihn auf dem nördlichen Dnjepr-Ufer verfolgenden französischen Truppen in der Schlacht bei Walutino zurückzuwerfen. Dabei wurde der französische General Gudin tödlich verwundet, der russische General Tutschkow geriet schwer verwundet in Gefangenschaft. Die russische Armee zog sich weiter ins Landesinnere zurück und zwang Napoleon dadurch, seinen Marsch Richtung Moskau bei immer länger werdenden Versorgungslinien fortzusetzen.